# Намерна случајност
Епизода Намерна случајност је 9. епизода 1. сезоне серије "МЗИС: Лос Анђелес". Премијерно је приказана 24. новембра 2009. године на каналу ЦБС.

## Опис
Сценарио за епизоду је писао Спид Вид, а режирао ју је Стивен Депол.
Кад је морнарички инжењер убијен, екипа верује да међународна шпијунажа може бити мотив за његово убиство, али они су потресени кад форензичарка Еби Шуто дође из Вашингтона у Лос Анђелес са податком да је могући серијски убица кога она зове "Фантом" одговоран. Она такође тврди да је оно што га чини тако јединственим његов МО, а то је да су његова убиства потпуно случајна, без понављања, и да сам убица не оставља физиччке доказе било какве врсте иза себе. Међутим, када је Еби отета након што је провела вече у кафићу са Ериком, Кален и екипа се налазе у трци са временом да спасу Еби и зауставе убицу пре него што буде касно.
У овој епизоди се појављују форензичарка Ебигејл Шуто директор Леон Венс.

## Ликови

### Из серијеМЗИС: Лос Анђелес
- Крис О’Донел као Гриша Кален
- Питер Камбор као Нејт Гејц
- Данијела Руа као Кензи Блај
- Адам Џамал Крег као Доминик Вејл
- Линда Хант као Хенријета Ленг
- Џејмс Тод Смит као Семјуел Хана
- Берет Фоа као Ерик Бил

### Из серијеМЗИС
- Поли Перет као Ебигејл Шуто
- Роки Керол као Леон Венс